# Balthasar Denner

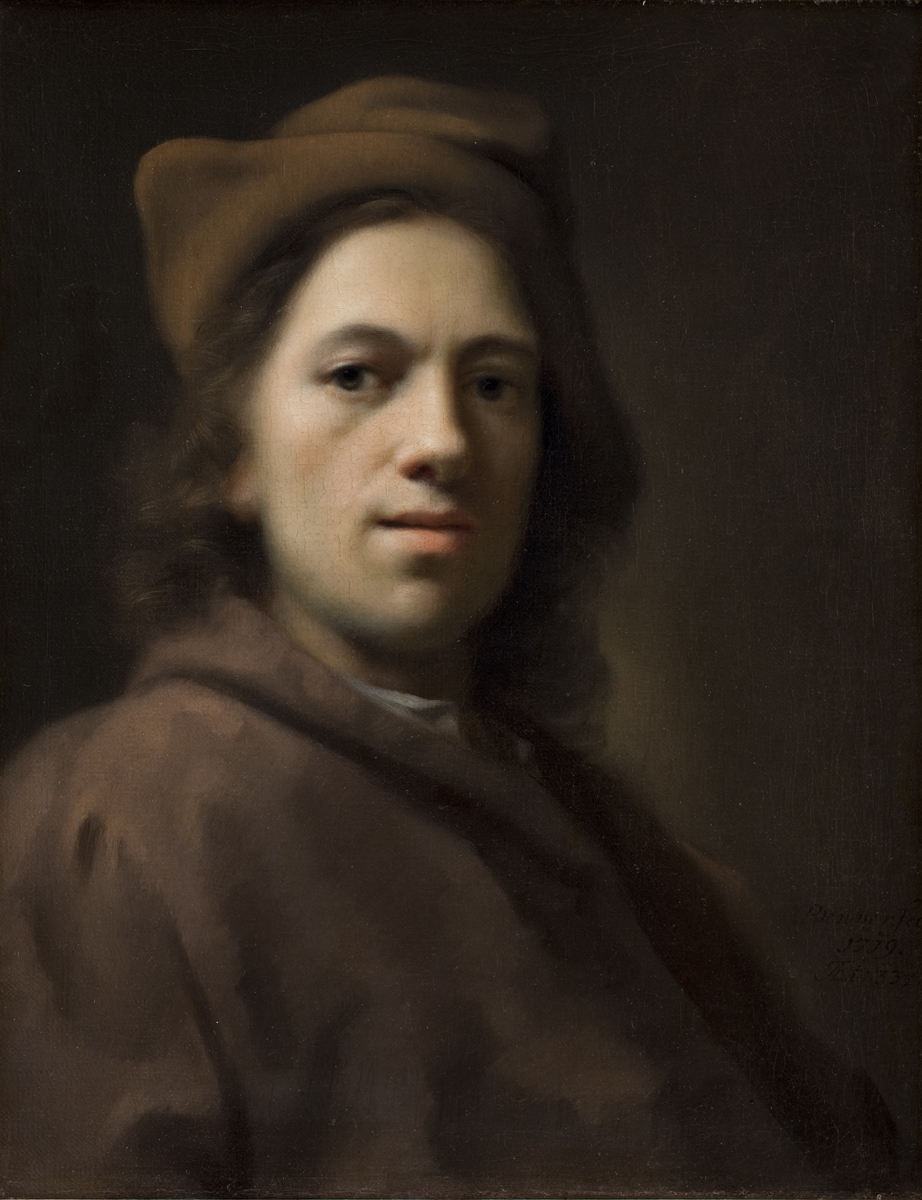
Autorretrato de Balthasar Denner, en 1719.

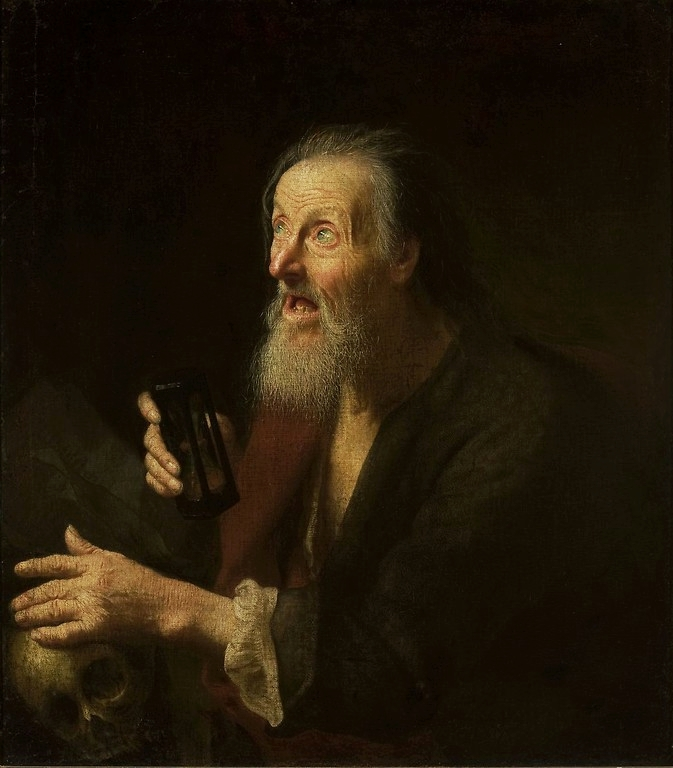
El anciano con reloj de arena y una calavera, pintado al estilo de Rembrandt (Museo Nacional de Varsovia).

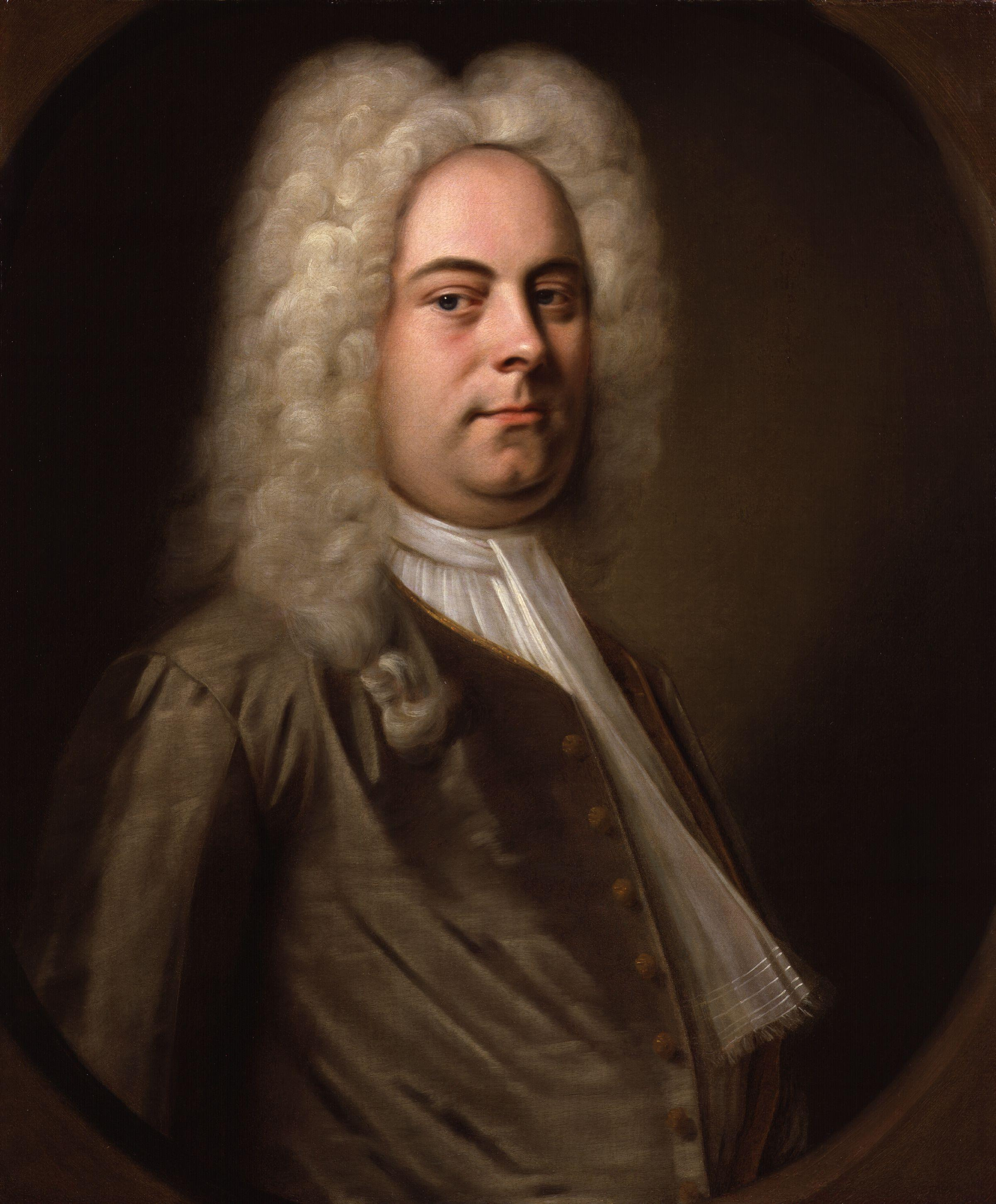
Retrato de Georg Friedrich Händel en 1727, atribuido a Denner.

Balthasar Denner (15 de noviembre de 1685 - 14 de abril de 1749) fue un pintor alemán, considerado un retratista.
Las figuras de género de Denner y los jefes de personajes que representan a hombres y mujeres mayores arrugados fueron particularmente populares y fueron admirados por su ejecución detallada y precisión meticulosa. Aseguraron el éxito internacional del artista y atrajeron tarifas especialmente altas: se cree que el emperador Carlos VI de Austria envió 600 ducados de Viena en pago por una cabeza de mujer típica, una suma extraordinaria en ese momento. Pintó retratos de medio cuerpo y de cabeza y hombros en su mayoría, y algunos retratos de grupos de familias en interiores. Por lo general, Denner se concentraba en la cara; la ropa y la parafernalia fueron hechas por otros pintores o, posteriormente, por su hija. Su principal peculiaridad consistía en la delicadeza de su acabado mecánico, que se extendió hasta representar incluso el casi invisible pelaje del cabello sobre una piel suave. Es particularmente conocido por las cabezas  de ancianos y mujeres.

## Vida
Denner nació en la ciudad de  Altona, ahora incorporada a Hamburgo. En ese momento, Altona era parte del reino danés, su segunda ciudad más grande después de Copenhague y famosa por su tolerancia religiosa. Su padre, Jacob Denner, era un ministro menonita y tintorero. Baltasar tenía siete hermanas y era el único hijo varón. Cuando tenía ocho años tuvo un accidente y durante el resto de su vida caminó con una patente cojera. Su convalecencia fue lenta y para sobrellevar el aburrimiento Denner comenzó a dibujar y copiar pinturas de Berchem y Bloemaert. Su profesor era un holandés, Frans van Amama. En 1696, la familia se mudó a Danzig, donde Denner practicó la pintura al óleo entre 1698 y 1700. En 1701, la familia se mudó de nuevo a la ciudad hanseática. Balthasar se convirtió en empleado de su tío, que era comerciante. En 1707, se convirtió en miembro de la Academia de las Artes de Prusia en Berlín.
Denner comenzó su carrera como pintor de  miniaturas. En 1709, pintó en miniatura a Charles Frederick, duque de Holstein-Gottorp y de su hermana de nueve años en miniatura; Denner fue invitado al castillo de Gottorp, y se pintó a sí mismo en el fondo de un retrato grupal de la familia ducal. En 1712 se casó, y al año siguiente se mudó a Hamburgo, cuando Altona fue destruida por Magnus Stenbock, durante la Gran Guerra del Norte; en 1714, hizo un viaje a Ámsterdam; en 1715, a Londres, y en 1717, a Copenhague. En 1720, visitó la corte en Wolfenbüttel y Hannover. Denner fue invitado a Inglaterra, pero primero se reunió con Adriaen van der Werff, y le mostró su pintura de una anciana. Van der Werff quedó impresionado, y solo pudo comparar la pintura con la Gioconda. También en Londres, su pintura causó gran emoción y fue enviada a Carlos VI, el emperador del Sacro Imperio Romano Germánico. Denner recibió 5875 florines, y en 1725 se le ordenó pintar a un anciano y con una contrapartida de la misma cantidad de dinero. En 1728, dejó Londres debido al smog, y navegó a Hamburgo.

## Después de Londres
En 1729, visitó la corte en Blankenburg am Harz en Dresde y después se fue a Berlín. En 1730, su alumno Dominicus van der Smissen se casó con Catharina Denner, su hermana. Denner fue por segunda vez a Ámsterdam y en 1734 a  Braunschweig y a Salzdahlum. En 1734, alquiló una casa en Ámsterdam, pero estaba ocupado pintando para Christian Ludwig II, duque de Mecklenburg, en Schwerin. Se mudó allí en 1736 y pintó al acaudalado banquero holandés George Clifford, un entusiasta recolector de plantas que había invitado a Linneo a vivir en su propiedad Hartekamp. En 1739, se marchó de Ámsterdam. Cuando pintó a Pedro de Rusia, de doce años, en Kiel (alrededor de 1740), tuvo que hacer varias copias, que se enviaron a todos los tribunales europeos; una se envió a Rusia como un recordatorio silencioso de que Pedro podía ser considerado el heredero. En 1742, se negó a mudarse a San Petersburgo, donde le ofrecieron un buen trabajo. Al pintar a una niñera, sus hijos tocaban música para ellos. En 1743, pintó a Adolf Frederick, rey de Suecia. Alrededor de 1745, volvió a vivir en Altona, donde fueron enterrados tres de sus hijos. Denner estuvo en duelo durante un año y no pintó nada en ese periodo.
Cuando murió, a los 63 años, en Rostock, había 46 pinturas sin terminar en su estudio. El Staatliches Museum Schwerin posee 75 de sus retratos. Su retrato de Georg Friedrich Händel, de 1733, se encuentra en la National Portrait Gallery de Londres. También pintó a los niños de Barthold Heinrich Brockes, un poeta de Hamburgo, que fue el libretista de la Pasión de Brockes. Denner se había hecho amigo de Johan van Gool y le había enviado su biografía.
En 1837, un pintor suizo engañó a los expertos del Louvre con la cabeza de una anciana con gorro.